# 敦仁街道
敦仁街道，是中华人民共和国重庆市涪陵区下辖的一个乡镇级行政单位。2021年7月26日调整行政区划，调整后，东临乌江，北邻长江；西连崇义街道，界线北起滨江大道二段79号房屋东侧墙体，向南过滨江大道，经锦天名都与香江豪庭间步行通道，向西接中山东路，经瑞鳞路，向西接人民西路、黎明北路至与黎明路交点；南接荔枝街道，界线东起乌江一桥西侧桥头，沿兴华东路、兴华中路，经高笋塘转盘西侧接高笋塘路，向西南接广场路，向西北接广场环路、武泰路，向北接兴华中路，经黎明转盘东侧，接黎明路至与黎明北路交点。

## 行政区划
敦仁街道下辖以下地区：
大东门社区、麻柳嘴社区、黔靖街社区、泗王庙社区、望栏桥社区、乌杨树社区、桅杆堡社区、南门山社区、何家堡社区、杨家湾社区、高笋塘社区、北门口社区、演武厅社区、较场坝社区、太平街社区和望州小区管委会社区。